# Cladostigma hildebrandtioides
Cladostigma hildebrandtioides är en vindeväxtart som beskrevs av Hallier f. och Schinz. Cladostigma hildebrandtioides ingår i släktet Cladostigma och familjen vindeväxter. Inga underarter finns listade i Catalogue of Life.